# Asker Fotball
Asker Fotball är fotbollsavdelningen i den 1889 bildade sportklubben Asker SK i Norge.
Damlaget tillhörde de mest framgångsrika i Norge, med sex norska seriemästerskap och fem cupmästerskap. På grund av ekonomiska problem inför 2009 års säsong uppgick laget i Stabæk IF:s fotbollsgrupp, Stabæk Fotball. Norges Fotballforbund beslutade att ge Asker Fotballs plats i Toppserien till Stabæk Fotball. Asker Fotballs andralag blev därmed klubbens första lag, men då man spelar i 2. divisjon fungerar man nu som rekryteringslag för Stabæk Fotball.
Herrlaget har som bäst förlorat norska cupmästerskapsfinalen 1951.

### Fotnoter
1. ↑  Ole Petter Pedersen och Jan Holm. ”Norske cupfinaler i fotball” (på norska). Store norske leiksikon. https://snl.no/Norske_cupfinaler_i_fotball. Läst 29 september 2017.